# Arbetslöshetskassa
En arbetslöshetskassa, a-kassa, har som främsta uppgift att administrera och betala ut arbetslöshetsersättning till personer som är arbetslösa.  

## Arbetslöshetskassor i Sverige
Arbetslöshetsförsäkringen regleras i lagen (1997:238) om arbetslöshetsförsäkring (ALF) och i förordningen (1997:835) om arbetslöshetsförsäkring. Försäkringen administreras av 24 arbetslöshetskassor. Arbetslöshetskassornas verksamhet regleras, förutom i kassornas egna stadgar, i lagen (1997:239) om arbetslöshetskassor och i förordningen (1997:836) om arbetslöshetskassor. Inspektionen för arbetslöshetsförsäkringen (IAF), som är arbetslöshetskassornas tillsynsmyndighet, har viss föreskriftsrätt i förhållande till den aktuella lagstiftningen.
En erkänd arbetslöshetskassa är en särskild organisationsform, med den ekonomiska föreningen som förebild. Handlingar rörande arbetslöshetsersättning och avgift till arbetslöshetskassa omfattas av den grundlagsfästa offentlighetsprincipen.
En arbetslöshetskassas verksamhetsområde omfattar en viss yrkeskategori eller bransch eller vissa närbesläktade sådana. Många arbetslöshetskassor har kopplingar till fackliga organisationer (se även det så kallade Gentsystemet). Ett medlemskap i en arbetslöshetskassa förutsätter inte ett medlemskap i ett fackförbund eller vice versa. Därutöver finns en kompletterande arbetslöshetskassa, Alfa-kassan (Arbetslöshetskassan Alfa).
Arbetslöshetskassans styrelse ansvarar för kassans organisation och förvaltningen av dess angelägenheter och tillsätts vid en föreningsstämma, som är kassans högsta beslutande organ. Styrelsens beslut verkställs genom en kassaföreståndare, som svarar för kassans löpande förvaltning enligt de riktlinjer och anvisningar som styrelsen meddelar.

### Arbetslöshetsersättning[8]
A-kassan har två delar: grundförsäkringen och den frivilliga inkomstbaserade försäkringen. Grundförsäkringen har alla som uppfyller arbetsvillkoret rätt till. Den frivilliga delen därutöver förutsätter medlemskap i en arbetslöshetskassa i minst tolv månader samt att arbetsvillkoret uppfylls inom medlemstiden.
Genom grundförsäkringen kan den sökande få 510 kr per arbetsdag, oavsett om han eller hon är medlem i en arbetslöshetskassa eller inte. Ersättningen betalas ut av Alfa-kassan om sökanden inte är medlem i någon arbetslöshetskassa. Om sökanden är medlem i en arbetslöshetskassa men ännu inte varit medlem där i tolv månader är det i stället den kassan som betalar ut ersättningen. 
Genom att vara medlem i en arbetslöshetskassa kan den som blir arbetslös få upp till 80 procent av sin lön i form av arbetslöshetsersättning, upp till ett tak på 1200 kr per arbetsdag. Ersättningen betalas ut för i snitt 22 arbetsdagar per månad för en heltidsarbetslös. 

#### Grundvillkoret
För rätt till ersättning ska den sökande uppfylla grundvillkoret. Notera att grundvillkoret måste uppfyllas varje dag som sökanden gör anspråk på ersättning. Förutom att den sökande faktiskt måste vara arbetslös krävs att sökanden
1. är arbetsför och oförhindrad att åta sig arbete för en arbetsgivares räkning minst tre timmar varje arbetsdag och i genomsnitt minst 17 timmar i veckan,
2. är anmäld som arbetslös arbetssökande på Arbetsförmedlingen, och
3. även i övrigt står till arbetsmarknadens förfogande.[11]

Punkten (1) ovan innebär till exempel att en person som är 3/4 sjukskriven inte kan få arbetslöshetsersättning för resterande 25 procent av sin arbetslösa tid. Däremot kan en person som är halvt sjukskriven och halvt arbetslös i regel få halv arbetslöshetsersättning. Punkten (2) innebär att sökanden måste vara registrerad som arbetslös arbetssökande hos Arbetsförmedlingen. Därför skriver sökanden lämpligen in sig sin första arbetslösa dag. Punkten (3) är en uppsamlingsbestämmelse för övriga situationer som leder till att en sökande inte är tillgänglig att ta arbeten på arbetsmarknaden.

#### Arbetsvillkoret
En grundläggande förutsättning för rätt till arbetslöshetsersättning är att den sökande uppfyller arbetsvillkoret. Det innebär att sökanden under ramtiden har arbetat antingen
- minst 60 timmar per månad i sex månader (som inte behöver hänga samman), eller
- minst 40 timmar per månad i sex sammanhängande månader samt att de arbetade timmarna under dessa sex månader sammanräknade blir minst 420 timmar.[12]

#### Ramtid
Ramtiden styr vilka månader det ska prövas om den arbetslöse uppfyller arbetsvillkoret, men även vilka månader som ersättningsnivån beräknas på. Ramtiden är i regel de tolv månader som föregår den månad då sökanden anmält sig som arbetslös på Arbetsförmedlingen, såvida inte sökanden arbetat så pass mycket under månaden som denne anmäler sig arbetslös att denna månad är tillgodoräkningsbar. Det innebär att en sökande som t.ex. anmäler sig som arbetslös den 2 januari 2018 kommer att få sin ramtid fastställd till den 1 januari till och med den 31 december 2017.
Vid fastställandet av ramtid kan vissa månader hoppas över. Exempel på s.k. överhoppningsbar tid är tid med styrkt sjukdom och föräldraledig tid. Månader som innehåller till minst hälften överhoppningsbar tid kan hoppas över. Reglerna finns för att beräkningen av arbetsvillkor och ersättning ska göras på månader som innehåller så mycket arbete som möjligt, vilket blir förmånligare för den sökande. Som längst fem år kan hoppas över.

### Historik[17]
Den svenska statsmakten har historiskt betraktat arbetslöshetsrisken som oförsäkringsbar, varför fackförbunden i Sverige fann det nödvändigt att utöva viss understödsverksamhet för sina arbetslösa medlemmar. Först ut, år 1857, var Machinist-Föreningen i Stockholm. Denna verksamhet upphörde emellertid redan efter tre år.
I stället kom Svenska typografförbundet att bli det första fackförbund som, år 1893, bildade en arbetslöshetskassa. Verksamhetsområdet omfattas i dag av GS arbetslöshetskassa. Detta exempel följdes av ytterligare några förbund, bland andra Bleck- och plåtslagareförbundet, Svenska måleriarbetareförbundet och Svenska elektriska arbetareförbundet.
Motioner om införandet av en arbetslöshetsförsäkring har förekommit i riksdagen sedan 1908. Denna första motion avslogs dock, liksom de följande motionerna med liknande innehåll, 1909 och 1910. År 1915 uppdrogs åt en socialförsäkringskommitté att utreda förutsättningarna för att via det allmänna försäkra arbetares arbetslöshet. Det förslag kommittén framförde genomfördes aldrig men efterföljdes av ytterligare utredningar och motioner med samma tema. Inte förrän en utredning på socialdepartementet år 1932, som ledde till en proposition till riksdagen 1934, kom en frivillig statsunderstödd arbetslöshetsförsäkring att införas, med verkan från och med den 1 januari 1935.
Det var nu upp till löntagarna själva att bilda erkända arbetslöshetskassor, som för att tillerkännas statsbidrag skulle ha stadgar i överensstämmelse med arbetslöshetskasseförordningen och dessutom vara registrerade vid tillsynsmyndigheten Socialstyrelsen.
Inledningsvis var fackföreningsrörelsen skeptisk till bildandet av erkända arbetslöshetskassor, beroende på den detaljerade lagstiftningen och det statliga inflytandet över kassornas verksamhet. Under det första året med arbetslöshetsförsäkringen, 1935, bildades fem erkända arbetslöshetskassor, varav Beklädnadsarbetarnas var den första, vars verksamhetsområde i dag omfattas av Industrifacket Metalls arbetslöshetskassa. Industriarbetargrupperna började bilda erkända arbetslöshetskassor först under 1940-talet.
Som mest har 69 erkända arbetslöshetskassor registrerats; nr 69 var Arbetslöshetskassan Alfa. Av dessa är endast 26 i dag verksamma, huvudsakligen på grund av fusioner och sammanslagningar.

### Sveriges arbetslöshetskassor[18]
- Akademikernas erkända a-kassa
- Arbetslöshetskassan Alfa (Alfa-kassan)
- Arbetslöshetskassan för service och kommunikation (Seko)
- Arbetslöshetskassan Vision (f.d. SKTF)
- Byggnadsarbetarnas arbetslöshetskassa
- Elektrikernas arbetslöshetskassa
- Fastighets arbetslöshetskassa
- Finans- och Försäkringsbranschens arbetslöshetskassa
- GS Arbetslöshetskassa
- Handelsanställdas arbetslöshetskassa (HA)
- Hotell- och restauranganställdas arbetslöshetskassa (HRAK)
- IF Metalls arbetslöshetskassa
- Journalisternas arbetslöshetskassa
- Kommunals a-kassa (KAAK)
- Ledarnas arbetslöshetskassa
- Livsmedelsarbetarnas arbetslöshetskassa
- Lärarnas arbetslöshetskassa (LA)
- Pappersindustriarbetarnas arbetslöshetskassa
- Småföretagarnas arbetslöshetskassa (SmåA)
- ST:s arbetslöshetskassa
- Sveriges arbetares arbetslöshetskassa (SAAK)
- Säljarnas arbetslöshetskassa
- Transportarbetarnas arbetslöshetskassa
- Unionens arbetslöshetskassa

## Arbetslöshetskassornas organisationsgrad
År 2006 tillhörde 83 procent av arbetskraften en arbetslöshetskassa och två år senare 70 procent. Raset förorsakades av de kraftigt höjda avgifter som alliansregeringen införde 1 januari 2007. Från 2014 återställde samma regering avgifterna till ungefär samma nivå som före 2007. År 2015 var a-kassornas organisationsgrad 71 procent. De fackliga a-kassornas organisationsgrad var samma år 73 procent. År 2019 omfattade a-kassorna 70 procent av arbetskraften. Av löntagarna täcktes 74 procent. År 2022 var a-kassornas organisationsgrad 73 procent räknat på hela arbetskraften och 78 procent avseende löntagare.

## Sveriges a-kassor
Arbetslöshetskassorna samverkar genom Sveriges a-kassor (tidigare Arbetslöshetskassornas Samorganisation (SO)). Sveriges a-kassor har till uppgift att ge ut tillämpningsrekommendationer som syftar till att de enskilda kassorna ska tolka och tillämpa arbetslöshetsförsäkringens regler enhetligt. Genom samorganisationen kan kassorna agera gemensamt, bland annat som remissinstans. Sveriges a-kassor ansvarar även för utveckling av kassornas datoriserade system för utbetalning av arbetslöshetsersättning till medlemmarna.